# Комарницький Антон Аполлінарійович
Анто́н Аполліна́рійович Комарни́цький (6 жовтня 1923 , Оринин, Подільська губернія  — 12 листопада 1995 , Київ ) — український кіносценарист, журналіст.

## Біографія
Народився 6 жовтня 1923 року в селі Оринин, тепер Кам'янець-Подільський район, Хмельницька область, Україна.
1952 року закінчив Чернівецький університет.
У 1953—1967 роках працював у газеті «Радянська Буковина» (Чернівці), 1967 року — в газеті «Прикарпатська правда» (Івано-Франківськ), у 1967—1968, 1971—1972 роках — у газеті «Вечірній Київ».
У 1968—1971 роках працював у товаристві «Знання».
У 1972—1974 роках був редактором Української студії телевізійних фільмів. Від 1974 року — позаштатний сценарист цієї студії.

## Творчість
Написав понад 30 кіносценаріїв для Української студії телевізійних фільмів. Серед них:
- «Радянське Прикарпаття»,
- «Знайомтесь, Радянська Україна»,
- «Золотий вересень»,
- «Возз'єднання»,
- «Зоряні часи Азовсталі»,
- «Сталевари»,
- «Усміхнись, малюк»,
- «Командарми індустрії»,
- «Головуючий корпус»,
- «Стратеги науки».

## Премії
- 1986 — Шевченківська премія (у співавторстві) як сценаристові повнометражних документальних фільмів «Командарми індустрії», «Головуючий корпус», «Стратеги науки».